# Outrages
Pour les articles homonymes, voir Outrage.
Pour plus de détails, voir Fiche technique et Distribution.
Outrages ou Victimes du Vietnam au Québec (Casualties of War) est un film américain réalisé par Brian De Palma et sorti en 1989.
Le film s'inspire d'un fait réel, l'incident de la colline 192, survenu en novembre 1966 dans la province de Bình Định pendant la guerre du Viêt Nam.

## Synopsis
C'est l'été, il fait une chaleur écrasante. Dans un bus à San Francisco, Max Eriksson, un jeune homme, dévisage une jeune fille asiatique et s'endort.
Son rêve le mène pendant la guerre du Viêt Nam. Il fait nuit, les bombes pleuvent en pleine jungle. Le soldat Eriksson court. Soudain, le sol s'effondre sous ses pieds. Immobilisé jusqu'à la taille, les jambes coincées dans une galerie souterraine Viêt Công, il appelle à l'aide. Un soldat ennemi rampe dans la galerie, se dirigeant droit vers lui, le couteau entre les dents, mais le sergent Meserve, sauve Eriksson in extremis.
Peu après, l'équipe composée de Meserve, Eriksson ainsi que du caporal Clark, du première classe Hatcher et du spécialiste Brown surnommé « Brownie », se rend dans un village allié. Alors que l'heure est au repos, Brownie tombe sous les balles des Viêt Công. Peu de temps après être revenus au camp de base, Meserve annonce à ses soldats la mort de Brownie, ce qui attriste Eriksson et Hatcher, et rend Clark ivre de rage et de vengeance. Alors que la permission de sortie en ville leur a été refusée étant donné que les Viêt Công s'y trouvent également, Meserve parle de se procurer une femme d'une manière ou d'une autre et de l'emmener avec eux dans leur prochaine mission. Eriksson croit alors à une fanfaronnade.
Le sergent Meserve va pourtant mettre son projet à exécution. Il ordonne un raid punitif sur un village de paysans vietnamiens. Le groupe de soldats enlève une jeune femme, Tran Thi Oanh, dans le but de la violer. Eriksson et une nouvelle recrue, Diaz, ne peuvent s'y opposer. Oanh est emmenée à marche forcée, avec brutalité, jusqu'à une cabane abandonnée. Pendant que Meserve, Clark et Hatcher partent en reconnaissance, Diaz se confie à Eriksson, lui disant qu'il refuse de violer Oanh et qu'il lui demande de le soutenir dans cette voie. Eriksson accepte de l'aider mais demande à Diaz de faire de même vis-à-vis de lui. Eriksson tente ensuite de soigner Oanh, car la jeune fille a son dos blessé par les lanières du sac des soldats qu'elle a du porter pendant le voyage. Sous la pression du groupe, Diaz se range finalement à contre-cœur du côté de Menerve, et le leader finit par violer la captive. Horrifié, Eriksson veut intervenir, mais Clark le menace d'un couteau et l'envoie prendre son tour de garde. Tour à tour, Diaz, Clark et Hatcher violent la jeune fille durant la nuit.
Le lendemain, lors d'une mission de reconnaissance, le groupe aperçoit des ennemis en nombre et Meserve envoie Hatcher et Eriksson repartir à la cabane abandonnée pour récupérer des munitions. Clark, laissé seul avec la fille à la cabane, les voit arriver et prend la décision d'aller au combat tout en ordonnant à Eriksson de rester pour surveiller Oanh. Après leur départ, Eriksson s'approche d'elle, complètement en état de choc. Il la délivre de ses liens et découvre avec horreur son visage tuméfié, laissant imaginer la violence subie par la jeune fille sous les coups de ses compagnons. Il envisage de la libérer et de la ramener à son village. Touchée par ses actes de gentillesse, Oanh parvient à faire confiance à Eriksson et le supplie de la sauver. Mais Eriksson hésite à l'accompagner, de peur de passer pour un déserteur. Alors qu’il lui demande de fuir seule car il ne peut la suivre, il est interrompu par Clark, envoyé par Meserve pour les chercher tous les deux et les amener sur le lieu du combat.
Les plaintes et la toux incessante d'Oanh durant l’embuscade mettent le détachement en danger et exaspèrent Meserve, qui demande à ses hommes de l’exécuter. Quand Eriksson et Hatcher refusent de lui obéir, Meserve ordonne à Diaz de la tuer. Alors que Diaz, poussé par Meserve, s'apprête à tuer Oanh à l'arme blanche, Eriksson tire plusieurs coups de feu en l'air, ce qui permet de détourner Diaz de son acte et d'engager le combat contre l'ennemi. Clark poignarde deux fois Oanh à l'abdomen, mais celle-ci se relève en titubant. Alors que Meserve crie a ses hommes que la jeune femme est toujours en vie et qu'elle s'échappe, Eriksson tente une nouvelle fois d'intervenir pour les empêcher de la tuer. Mais Meserve lui assène un coup au ventre pour le stopper puis, avec l'aide de ses hommes, achève sa victime d'une rafale de son arme, ce qui la fait chuter d'un pont et s'écraser près de la rivière.
De retour à la base, Eriksson se confie à un camarade d'une autre section. Ses compagnons se méfient de lui et le surveillent. Les supérieurs hiérarchiques d'Eriksson lui conseillent d'oublier, lui assurant qu'il n'y aura pas de suite. Échappant de justesse à une tentative d'assassinat, Eriksson s'empare d'une pelle et donne un violent coup à la tête de Clark et se dresse face à Meserve, en lui disant que le tuer n'est pas nécessaire puisque ses supérieurs n'ont que faire de ce qui s'est passé.
Plus tard, dans un bar local, Eriksson se confie à un aumônier militaire et lui raconte, en larmes, tout ce qui s'est passé. Par la suite, une enquête a été ordonnée, et le corps de la jeune fille est retrouvé. Meserve et ses trois complices passent en cour martiale et sont lourdement condamnés : Diaz écope de 8 ans de travaux forcés, Hatcher de 15 ans, Clark prend la perpétuité et Meserve 10 ans.
Eriksson se réveille dans le bus du début à San Francisco. La jeune asiatique en descend, oubliant une écharpe. Eriksson la rattrape et essaie de lui parler. Comprenant qu'elle lui rappelle quelqu'un, elle lui répond : « Vous avez fait un cauchemar, mais je pense que c'est terminé maintenant », puis repart de son côté, laissant Eriksson quelque peu réconforté avec son passé.

## Fiche technique
Sauf indication contraire, les informations mentionnées dans cette section peuvent être confirmées par la base de données cinématographiques IMDb,  présente dans la section « Liens externes ».
- Titre original : Casualties of War[1]
- Titre français : Outrages
- Titre québécois : Victimes du Viêt Nam[2]
- Réalisation : Brian De Palma
- Assistant-réalisateur : Brian W. Cook
- Scénario : David Rabe (en), d'après le livre de Daniel Lang (en)
- Musique : Ennio Morricone
- Décors : Wolf Kroeger
- Costumes : Richard Bruno (en)
- Photographie : Stephen H. Burum
- Montage : Bill Pankow
- Production : Fred C. Caruso (en) et Art Linson
- Sociétés de production : Columbia Pictures et Art Linson Productions
- Société de distribution : Columbia Pictures
- Budget : 22 500 000 $[3]
- Pays de production :  États-Unis
- Langues originales : anglais et vietnamien
- Format : couleur - 35 mm - 2,35:1 - son Dolby
- Genre : guerre, drame
- Durée : 113 minutes, 121 minutes (version longue)
- Date de sortie[2] :
  - États-Unis : 18 août 1989
  - France : 10 janvier 1990
- Classification[4] : 
  - États-Unis : R Rated
  - France : interdit aux moins de 13 ans lors de sa sortie en salles (puis -12 ans)

## Distribution
- Michael J. Fox (VF : Luq Hamet / Idem) : le Private first class (PFC) Max Eriksson
- Sean Penn (VF : Éric Baugin / David Kruger) : le sergent Tony Meserve
- Don Harvey (VF : Max Aulivier / Emmanuel Gradi) : le caporal Thomas E. Clark
- John C. Reilly (VF : Christophe Lemée / Frédéric Popovic) : le PFC. Herbert Hatcher
- John Leguizamo (VF : Éric Missoffe / Stéphane Fourreau) : le PFC. Antonio Diaz
- Thuy Thu Le : Tran Thi Oanh / la fille dans le bus (VO : Amy Irving)
- Erik King (VF : Emmanuel Jacomy / Lucien Jean-Baptiste) : le caporal Brown
- Jack Gwaltney (nl) (VF : Serge Faliu / Éric Marchal) : le PFC. Rowan
- Ving Rhames (VF : Pierre Hatet / Paul Borne) : le lieutenant Reilly
- Dan Martin (en) (VF : Jean-Jacques Nervest) : le sergent Hawthorne
- Dale Dye (VF : Jean-Pierre Moulin) : le capitaine Hill
- Darren E. Burrows (VF : Franck Baugin / Fabien Jacquelin) : Cherry
- John Marshall Jones (VF : Georges Berthomieu) : M.P.
- Holt McCallany (VF : Fabien Jacquelin) : le lieutenant Kramer
- Stephen Baldwin : un soldat (non crédité)
- Gregg Henry : le procureur (non crédité)

Note : 1er doublage, version cinéma (1989) / 2e doublage, version longue (2006).
 Source et légende : version française (VF) sur RS Doublage et AlloDoublage,,

## Production

### Scénario
Le film s'inspire de faits réels , comme l'incident de la colline 192 et celui que relate le roman Casualties of War de Daniel Lang (en) : en 1966, des soldats américains enlèvent, violent et tuent une jeune paysanne vietnamienne. Le sujet était déjà traité dans le film allemand O.K..

### Attribution des rôles
Pour le rôle de Hatcher, Stephen Baldwin a été engagé dans un premier temps et a tourné certaines scènes avant qu'il ne soit remplacé par John C. Reilly. Néanmoins il joue dans le film en tant que simple soldat mais n'est pas crédité au générique.
Le film marque les débuts au cinéma de John C. Reilly et de John Leguizamo. Ce dernier retrouvera Sean Penn dans un autre film de Brian De Palma, L'Impasse (1993). De son côté, Ving Rhames tournera à nouveau avec le réalisateur dans Mission impossible sorti en 1996.
En plus d’incarner le rôle de Tran Thi Oanh, Thuy Thu Le incarne aussi le rôle de la jeune femme asiatique dans le bus. Cependant ce n'est pas elle qu'on entend dans la version originale du film puisqu'elle est doublée par Amy Irving.

### Tournage
Le tournage a principalement lieu en Thaïlande. La scène du pont est filmée à Kanchanaburi, dans l'ouest du pays, où se trouve le célèbre pont sur la rivière Kwaï. La scène du train a eu lieu à San Francisco.
Dans une scène de combat au début du film, on voit Eriksson tirer au M79 sur une grenade à main lancée par un soldat Vietcong et la faire exploser en vol, ce fait d'arme étant authentique d'après les différents protagonistes de l'incident.
Selon les dires de Brian De Palma, les relations entre Michael J. Fox et Sean Penn étaient très tendues. Il confiera à ce sujet lors d'une rétrospective à la Cinémathèque française : « Sean n'a pas du tout adressé la parole à Michael J. Fox durant tout le tournage. Il n'a pas quitté son rôle de sergent. Il trainait avec les gars de l'armée mais a complètement ignoré Michael. Il le considérait comme de la Kryptonite. C'est même allé très loin. Notamment la scène où Michael le poursuit avec sa pelle, Sean n'arrêtait pas de le provoquer. On faisait plusieurs prises, et Sean continuait. Et là d'un seul coup, dans une des prises, Sean a littéralement poussé Michael à terre. Michael s'est relevé et l'a ensuite fusillé du regard. On a gardé cette réaction dans le film ».

### Musique
La musique du film est composée par Ennio Morricone, qui avait déjà collaboré avec Brian De Palma pour son précédent film, Les Incorruptibles (1987) et le retrouvera sur Mission to Mars (2000).
Liste des titres de l'album
1. Casualties of War - 9:20
2. Trapped in a Tunnel - 4:36
3. No Escape - 7:00
4. The Abduction - 4:46
5. No Hope - 2:30
6. The Rape - 3:58
7. The Death of Oahn - 2:30
8. The Healing - 2:12
9. The Fragging - 1:19
10. Waste Her - 3:39
11. Elegy for a Dead Cherry - 1:14
12. Elegy for Brown - 3:43

## Accueil

### Critique
Outrages a reçu un accueil critique majoritairement positif.
Sur le site agrégateur de critiques Rotten Tomatoes, le film obtient un score de 83 % d'avis favorables, sur la base de 46 critiques collectées et une note moyenne de 7,40/10 ; le consensus du site indique : « [Outrages] fait un plongeon déchirant dans la guerre du Vietnam avec une pièce d'ensemble bien jouée qui fait partie des efforts les plus mûrs du réalisateur Brian De Palma ». Sur Metacritic, le film obtient une note moyenne pondérée de 75 sur 100, sur la base de 24 critiques collectées ; le consensus du site indique : « Avis généralement favorables ».
Brian De Palma invita son collègue Steven Spielberg à une projection privée du film. Après la projection, Spielberg déclara à la directrice de Columbia Pictures, Dawn Steel : « Vous y penserez pendant une semaine ». Le cinéaste Quentin Tarantino a qualifié Outrages de « plus grand film sur la guerre du Vietnam ».

### Box-office
Le film a rapporté 18 671 317 $ au box-office, pour un budget de production d'environ 25 500 000 $. En France, il réalise plus de 346 000 entrées.

## Distinctions

### Récompense
- Political Film Society 1990 : prix de la paix[19]

### Nominations
- New York Film Critics Circle Awards 1990 : nomination au prix du Meilleur réalisateur.
- Golden Globes 1990 : nomination au Golden Globe de la meilleure musique de film pour Ennio Morricone.
- Motion Picture Sound Editors 1990 : nomination au prix du Meilleur montage des effets sonores
- National Society of Film Critics Awards 1990 : nomination au prix du Meilleur film.

## Analyse
Le personnage du Sergent Meserve, comme d'autres dans les films de Brian de Palma, vit dans une réalité qu'il s'est créée lui-même et à laquelle son entourage doit se conformer. La « cour » qui se trouve autour de lui et qui le vénère lui renvoie une image altérée du monde, et c'est dans cette image qu'il croit vivre.